# Ecuación de Washburn
En física, la ecuación de Washburn describe el  flujo capilar en un haz de tubos cilíndricos paralelos; se extiende con algunos problemas también a la imbibición en materiales  porosos. La ecuación lleva el nombre de Edward Wight Washburn; también conocida como ecuación de Lucas-Washburn , considerando que Richard Lucas escribió un artículo similar tres años antes, o la ecuación de Bell-Cameron-Lucas-Washburn, considerando el descubrimiento de JM Bell y FK Cameron de la forma de la ecuación en 1906.

## Derivación

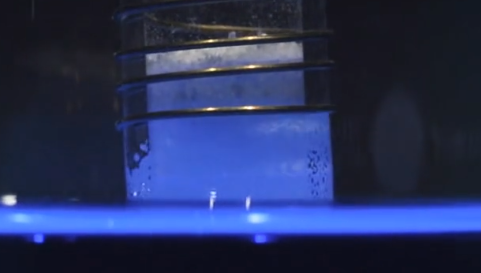
Medición de la humectabilidad del polvo con el método Washburn.

En su forma más general, la ecuación de Lucas Washburn describe la longitud de penetración ({\displaystyle L}) de un líquido en un poro capilar o tubo con el tiempo {\displaystyle t} como {\displaystyle L=(Dt)^{\frac {1}{2}}}, donde {\displaystyle D} es un coeficiente de difusión simplificado. Esta relación, que es válida para una variedad de situaciones, captura la esencia de la ecuación de Lucas y Washburn y muestra que la penetración capilar y el transporte de fluidos a través de estructuras porosas exhiben un comportamiento difusivo similar al que ocurre en numerosos sistemas físicos y químicos. El coeficiente de difusión {\displaystyle D} está gobernado por la geometría del capilar así como por las propiedades del fluido penetrante.
| Símbolo                 | Nombre                                                                      | Unidad |
| ----------------------- | --------------------------------------------------------------------------- | ------ |
| {\displaystyle L}       | Distancia de penetración en capilar                                         | m      |
| {\displaystyle \eta }   | Viscosidad dinámica                                                         | Pa s   |
| {\displaystyle \gamma } | Tensión superficial                                                         | N / m  |
| {\displaystyle r}       | Radio de poro de capilar                                                    | m      |
| {\displaystyle \phi }   | Ángulo de contacto entre el líquido penetrante y el sólido (pared del tubo) |        |
| {\displaystyle t}       | Tiempo                                                                      | s      |

La ecuación de Washburn también se utiliza comúnmente para determinar el ángulo de contacto de un líquido con un polvo utilizando un tensiómetro de fuerza.
En el caso de los materiales porosos, se han planteado muchas cuestiones tanto sobre el significado físico del radio de poro calculado {\displaystyle r} como sobre la posibilidad real de utilizar esta ecuación para el cálculo del ángulo de contacto del sólido. La ecuación se deduce para el flujo capilar en un tubo cilíndrico en ausencia de un campo gravitatorio, pero es suficientemente precisa en muchos casos cuando la fuerza capilar sigue siendo significativamente mayor que la fuerza gravitatoria.
En su estudio de 1921 Washburn aplica la la Ley de Poiseuille para el movimiento de fluidos en un tubo circular. Insertando la expresión para un volumen diferencial en términos de la longitud {\displaystyle l} del fluido en el tubo {\displaystyle dV=\pi r^{2}dl}, se obtiene
| Símbolo                                      | Nombre                                                               | Unidad  | Fórmula                                               |
| -------------------------------------------- | -------------------------------------------------------------------- | ------- | ----------------------------------------------------- |
| {\displaystyle {\frac {\delta l}{\delta t}}} |                                                                      | m / s   |                                                       |
| {\displaystyle \sum p}                       | Suma de las presiones existentes                                     | Pa      |                                                       |
| {\displaystyle p_{A}}                        | Presión atmosférica                                                  | Pa      |                                                       |
| {\displaystyle p_{h}}                        | Presión hidrostática                                                 | Pa      | {\displaystyle p_{h}=\rho gh-\rho gl\sin \psi }       |
| {\displaystyle p_{c}}                        | Presión equivalente debido a las fuerzas de la capilaridad           | Pa      | {\displaystyle p_{c}={\frac {2\gamma }{r}}\cos \phi } |
| {\displaystyle \eta }                        | Viscosidad dinámica del líquido                                      | Pa s    |                                                       |
| {\displaystyle \rho }                        | Densidad del líquido                                                 | kg / m3 |                                                       |
| {\displaystyle \gamma }                      | Tensión superficial                                                  | N / m   |                                                       |
| {\displaystyle \epsilon }                    | Coeficiente de deslizamiento Se supone 0 para materiales humedecidos | m       |                                                       |
| {\displaystyle r}                            | Radio de capilaridad                                                 | m       |                                                       |
| {\displaystyle \psi }                        | Ángulo del tubo con respecto al eje horizontal                       |         |                                                       |
| {\displaystyle \phi }                        | Ángulo de contacto del líquido con el material capilar               |         |                                                       |

La sustitución de estas expresiones conduce a la primera ecuación diferencial de primer orden para la longitud a la que el fluido penetra en el tubo {\displaystyle l}:
{\displaystyle {\frac {\delta l}{\delta t}}={\frac {[p_{A}+\rho g(h-l\sin \psi )+{\frac {2\gamma }{r}}\cos \phi ](r^{4}+4\epsilon r^{3})}{8\eta \,r^{2}l}}}

### Constante de Washburn
La «constante de Washburn» puede ser incluida en la ecuación de Washburn.
Se calcula de la siguiente manera:
{\displaystyle {\frac {10^{4}\left[\mathrm {\frac {\mu m}{cm}} \right]\left[\mathrm {\frac {N}{m^{2}}} \right]}{68947.6\left[\mathrm {\frac {dynes}{cm^{2}}} \right]}}=0.1450(38)}

### Inercia del fluido
En la derivación de la ecuación de Washburn, la inercia del líquido se despreciapor ser insignificante. Esto es evidente en la dependencia de la longitud {\displaystyle L} de la raíz cuadrada del tiempo {\displaystyle L\propto {\sqrt {t}}} que da una velocidad arbitrariamente grande dL/dt para los pequeños valores de t.
Una versión mejorada de la ecuación de Washburn, llamada ecuación de Bosanquet, tiene en cuenta la inercia del líquido.

## Aplicaciones

### Impresión por inyección de tinta
La penetración de un líquido en el sustrato que fluye bajo su propia presión capilar puede ser calculada usando una versión simplificada de la ecuación de Washburn:
{\displaystyle l=\left[{\frac {\gamma }{\eta }}\right]^{\frac {1}{2}}\left[{\frac {r\cos \theta }{2}}\right]^{\frac {1}{2}}t^{\frac {1}{2}}} donde la relación tensión superficial-viscosidad {\displaystyle \left[{\tfrac {\gamma }{\eta }}\right]^{\frac {1}{2}}} representa la velocidad de penetración de la tinta en el sustrato. En realidad, la evaporación de los disolventes limita el grado de penetración de los líquidos en una capa porosa y, por lo tanto, para la modelización significativa de la física de la impresión por chorro de tinta es conveniente utilizar modelos que tengan en cuenta los efectos de la evaporación en una penetración capilar limitada.

### Alimentos
Según el físico y ganador del Premio Ig Nobel de Física en 1999, Len Fisher, la «ecuación de Washburn» puede ser extremadamente precisa para materiales más complejos, incluyendo galletas. Tras una celebración informal llamada día nacional de remojo de galletas, algunos artículos de periódico citaron la ecuación como la ecuación de Fisher.

### La nueva bomba capilar
El comportamiento del flujo en el capilar tradicional sigue la «ecuación de Washburn». Recientemente se han desarrollado nuevas bombas capilares con un caudal de bombeo constante independiente de la viscosidad del líquido, que tienen una ventaja significativa sobre la bomba capilar tradicional, cuyo comportamiento de flujo es el de Washburn, es decir, el caudal no es constante. Estos nuevos conceptos de bomba capilar tienen un gran potencial para mejorar el rendimiento de la prueba de flujo lateral.